# Tyromyces interponens
Tyromyces interponens är en svampart som beskrevs av Corner 1989. Tyromyces interponens ingår i släktet Tyromyces och familjen Polyporaceae.   Inga underarter finns listade i Catalogue of Life.